# Tuula Haatainen

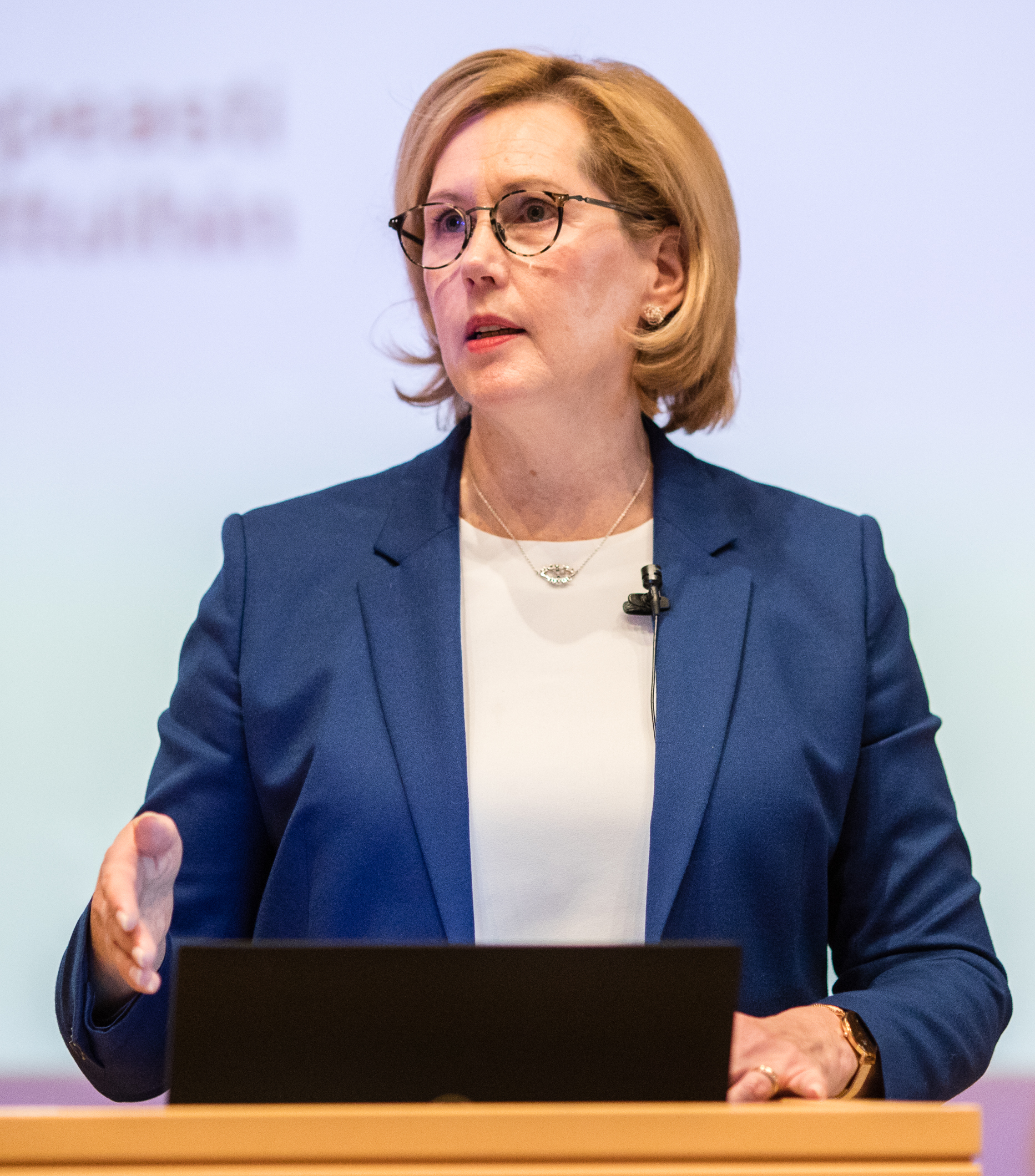
Tuula Haatainen (2020)

Tuula Haatainen (* 11. Februar 1960 in Tuusniemi) ist eine finnische Politikerin (SDP) und Abgeordnete im finnischen Parlament.

## Karriere
Von 2003 bis 2005 war sie unter Matti Vanhanen Ministerin für Bildung und von 2005 bis 2007 Gesundheits- und Sozialministerin.
Im Jahr 2007 verließ Haatainen das finnische Parlament und wurde stellvertretende Bürgermeisterin von Helsinki.
Bei der Parlamentswahl 2015 erhielt sie 6662 Stimmen und zog wieder in das Parlament ein.
Im September 2017 gewann Haatainen eine Mitgliederbefragung ihrer Partei und wurde damit zur Präsidentschaftskandidatin der Sozialdemokraten für die Präsidentschaftswahl 2018, in der sie mit 3,2 % der Stimmen den sechsten Platz belegte.
Von Februar 2018 bis April 2019 war Haatainen zweite und von Juni bis Dezember 2019 erste Vizepräsidentin des finnischen Parlaments, seit dem 10. Dezember 2019 ist sie Arbeitsministerin im Kabinett Marin.